# سنجابک‌های درختی شرقی
سنجابک‌های درختی شرقی (نام علمی: Platacanthomyidae) نام یک تیره از زیرراسته موش‌شکلان است.